# You Are Beautiful at All Times
You Are Beautiful At All Times — дебютный студийный альбом музыканта Yppah, выпущенный в 2006 году на лейбле Ninja Tune.

## Об альбоме
Композиция «Again With The Subtitles» была использована в фильме «Двадцать одно», а композиция «It’s Not the Same» в игре Alone in the Dark 2008 года и сериала «Доктор Хаус» (5х09 «Last Resort»).

## Список композиций
1. «Ending With You» (3:10)
2. «I’ll Hit The Breaks» (3:06)
3. «Again With The Subtitles» (2:47)
4. «The Subtleties That Count» (2:22)
5. «We Aim» (3:47)
6. «What’s The Matter?» (2:23)
7. «In Two, The Weakly» (3:26)
8. «Almost In That Category» (3:49)
9. «Good Like That» (2:36)
10. «Cannot See Straight» (3:30)
11. «It’s Not The Same» (2:53)
12. «Longtime» (3:28)